# Gewoon dikkopmos
Gewoon dikkopmos (Brachythecium rutabulum) is een mos uit de familie Brachytheciaceae.
Het is een algemene, kosmopolitische soort die voorkomt in uiteenlopende biotopen en op zeer verschillende substraten.

## Etymologie en naamgeving
- Duits: Gemeines Kurzbüchsenmoos, Krückenförmiges Kurzbüchsenmoos
- Engels: Cedar moss, Brachythecium moss, Rough-stalked feather-moss
- Frans: Hypne fourgon

De botanische naam Brachythecium is afkomstig van het Oudgrieks βραχύς, brachus (kort), en θήκη, thēkē (doos).

## Kenmerken
Gewoon dikkopmos is een mattenvormende plant met een liggende stengel, tot 15 cm lang, onregelmatig vertakt. De stengelblaadjes zijn geel- tot grasgroen, tot 3 mm lang, eirond met spitse top, met een nerf tot halverwege het blad en met een fijn getande bladrand. Aan de top van de stengel zijn de blaadjes aanliggend, waardoor de toppen een karakteristieke, lichtgroene kleur vertonen.
Gewoon dikkopmos geeft overvloedig sporofyten. Het sporenkapsel of sporogoon is aanvankelijk groen, bij rijpheid roodbruin, gekromd, horizontaal of schuin op een ruwe, tot 10 cm lange steel.

## Ecologie
Gewoon dikkopmos groeit op allerlei substraten, op (meestal voedselrijke) bodem, dood hout, schors, rotsen, stenen muren, op afval, en zowel op open als op beschaduwde plaatsen. Het is een zeer algemene plant in gazons.

## Verspreiding
Gewoon dikkopmos is algemeen voorkomend en wereldwijd verspreid.

## Foto's

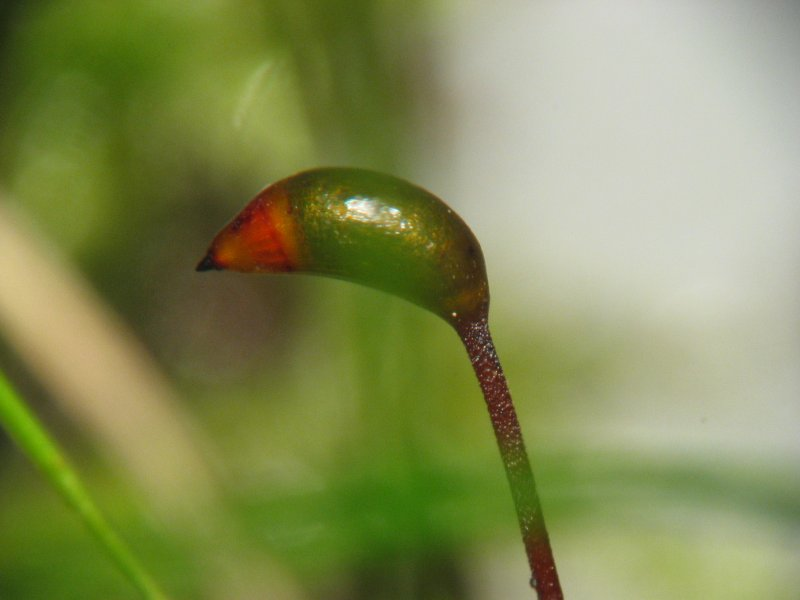
Gewoon dikkopmos, detail sporogoon
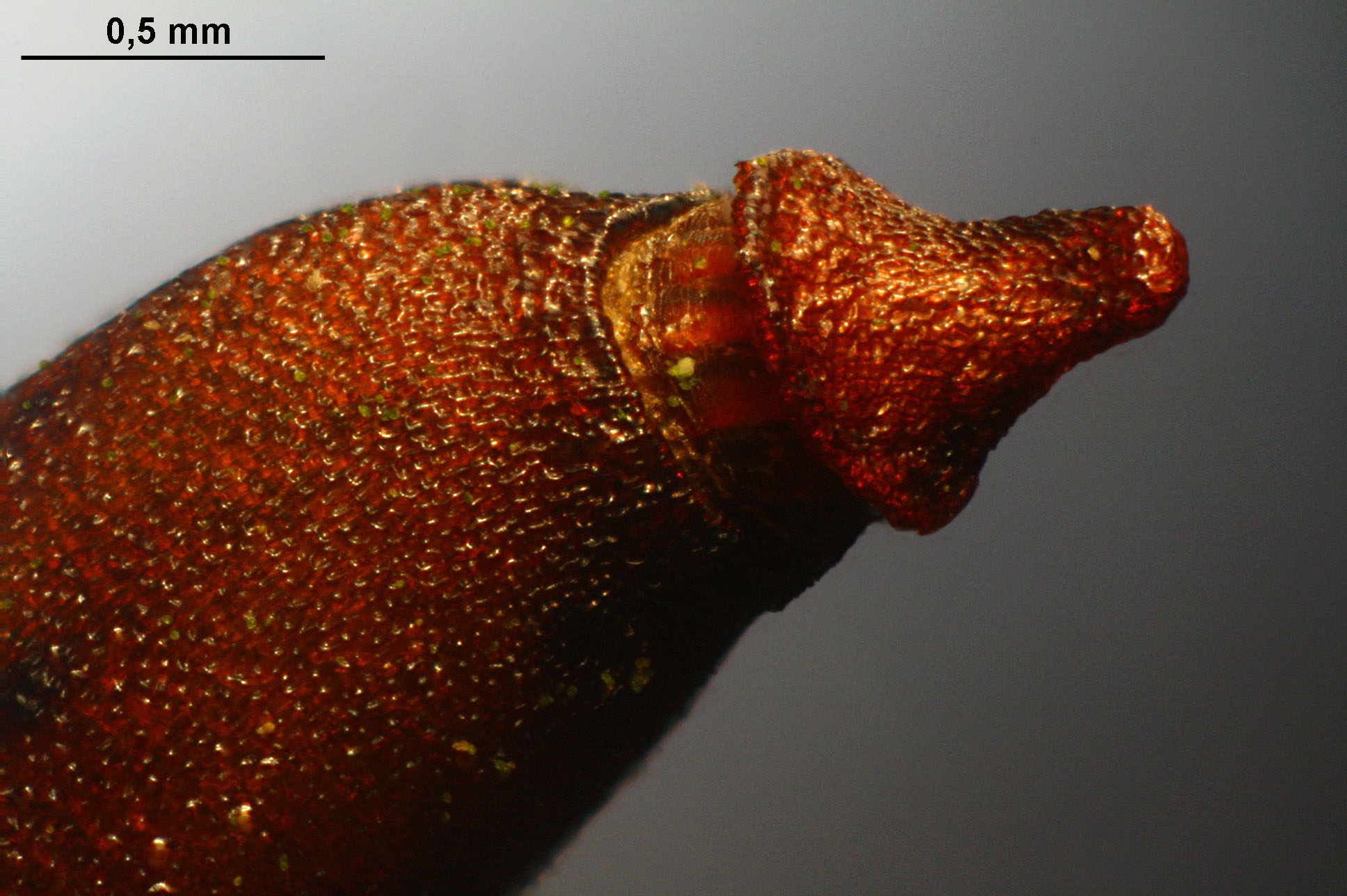
Kapsel met deksel
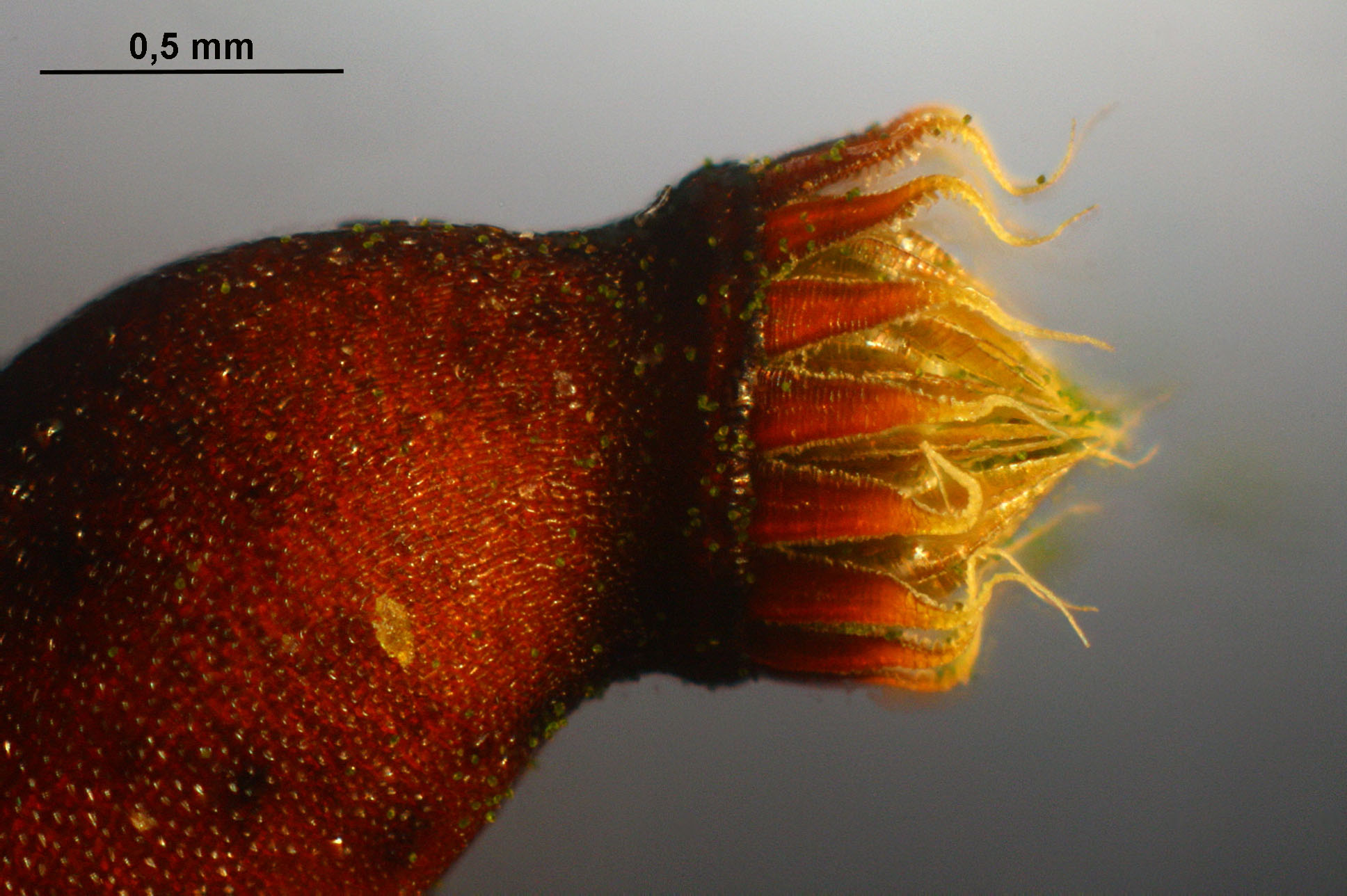
Kapsel zonder deksel
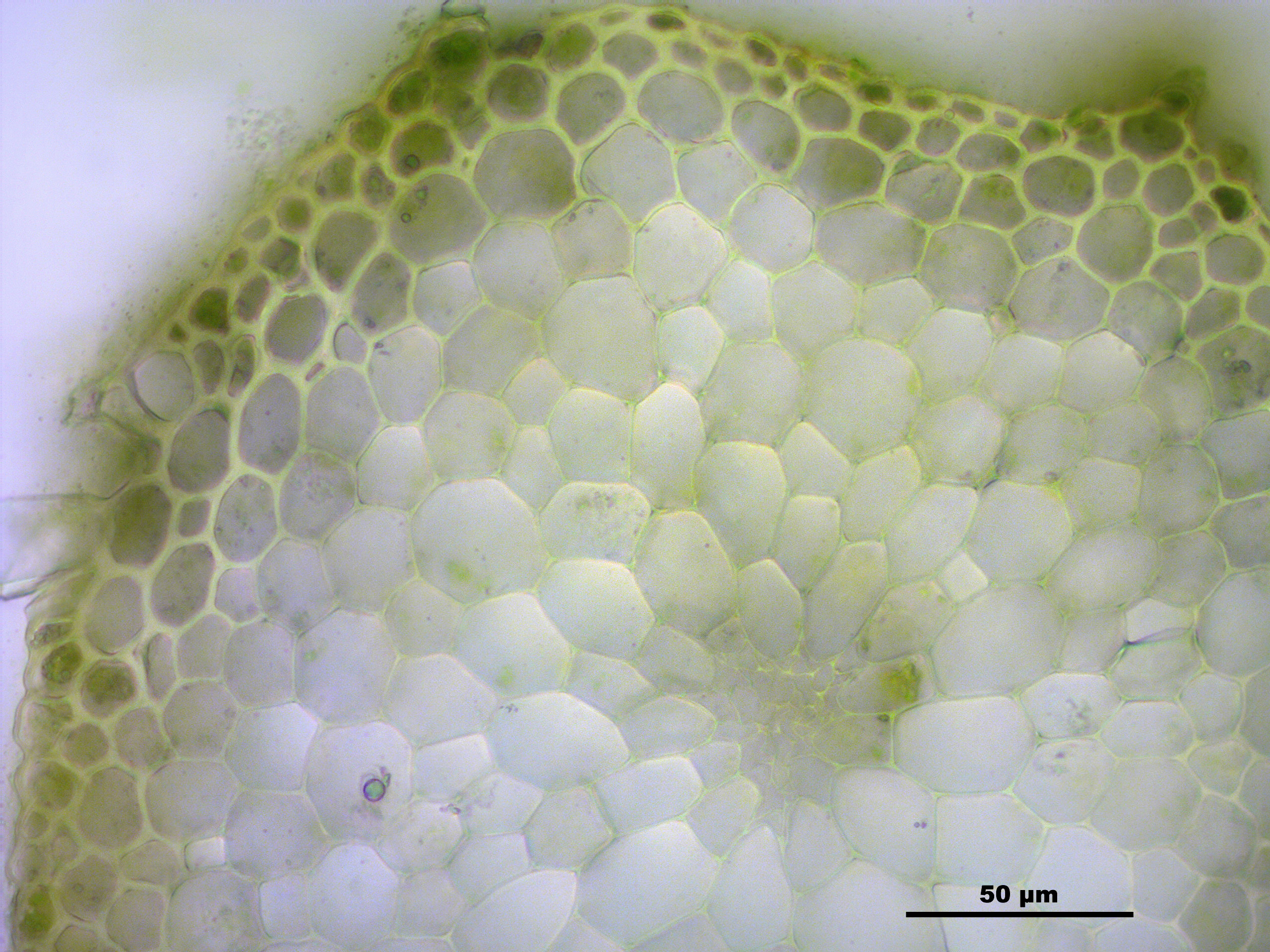
Stengeldoorsnede
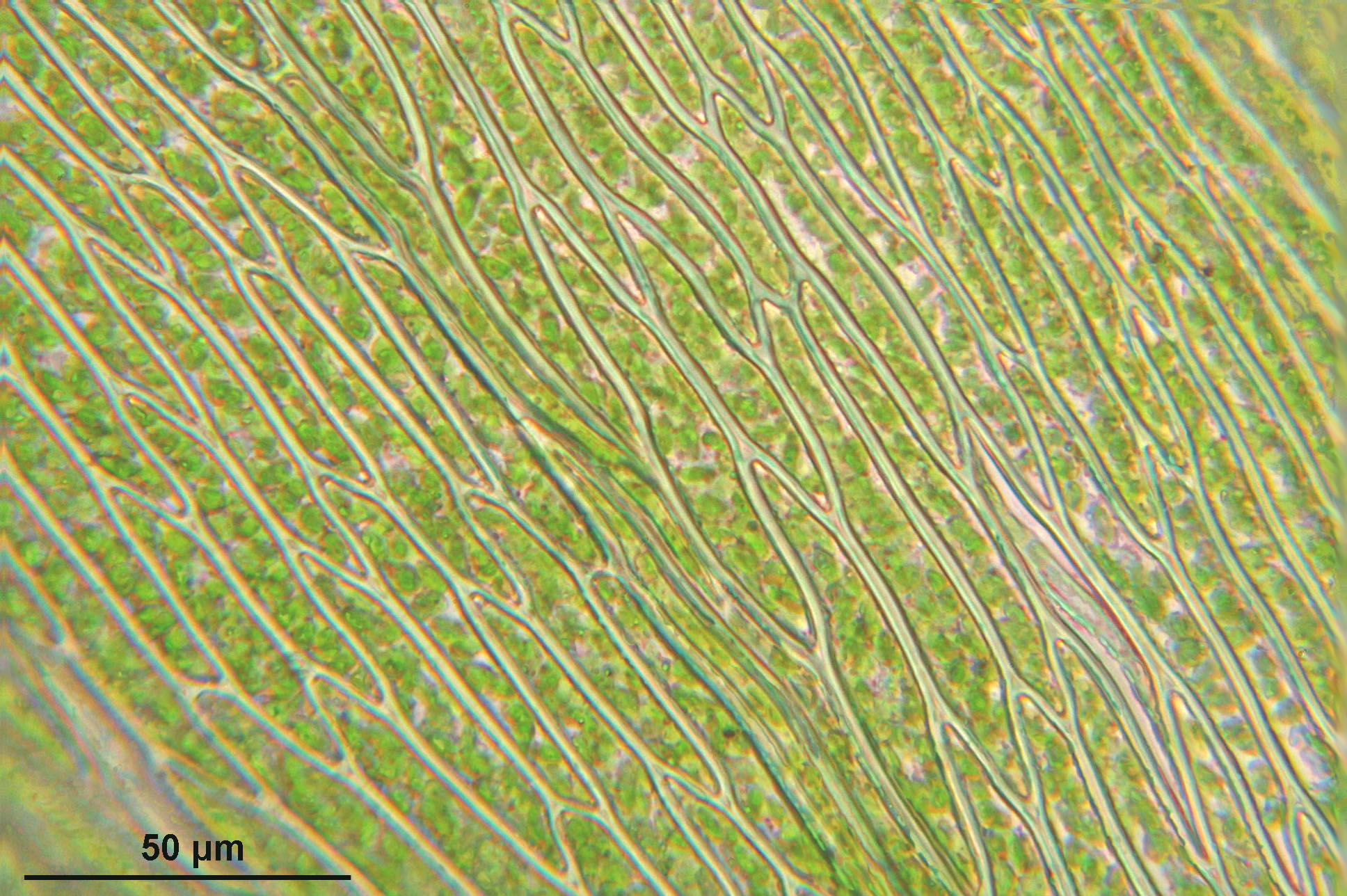
Bladcellen
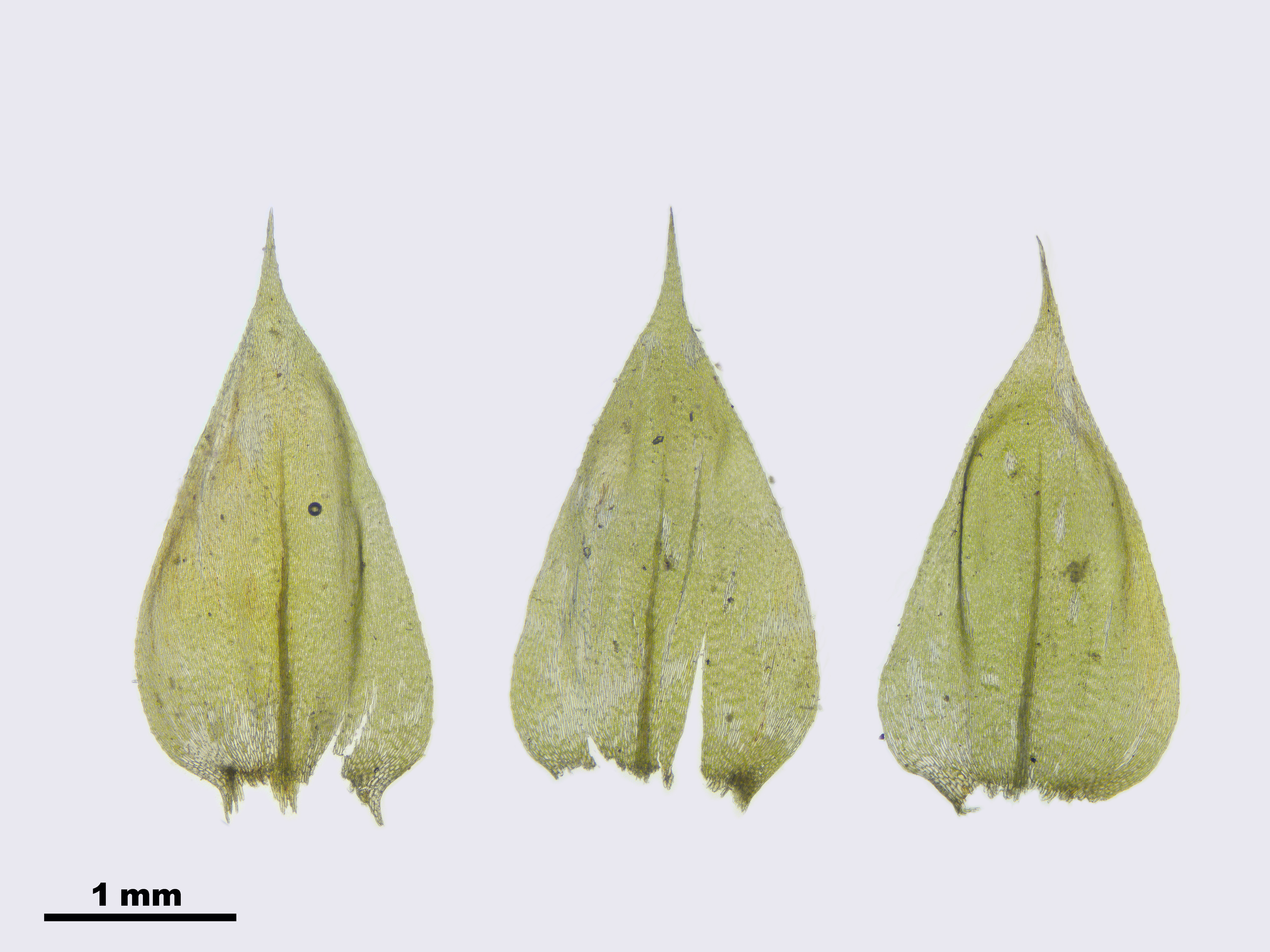
Stengelblaadjes
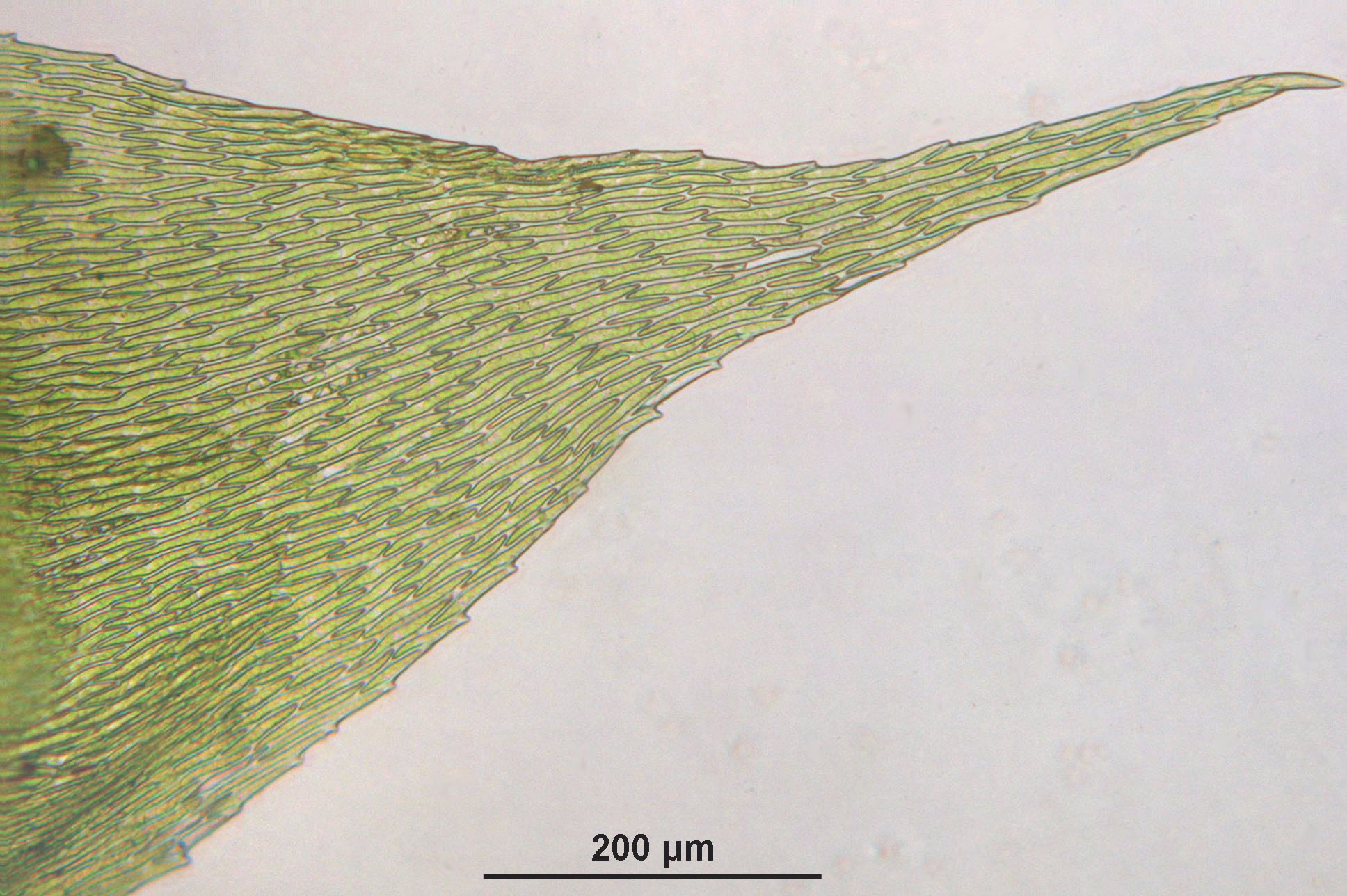
Bladpunt
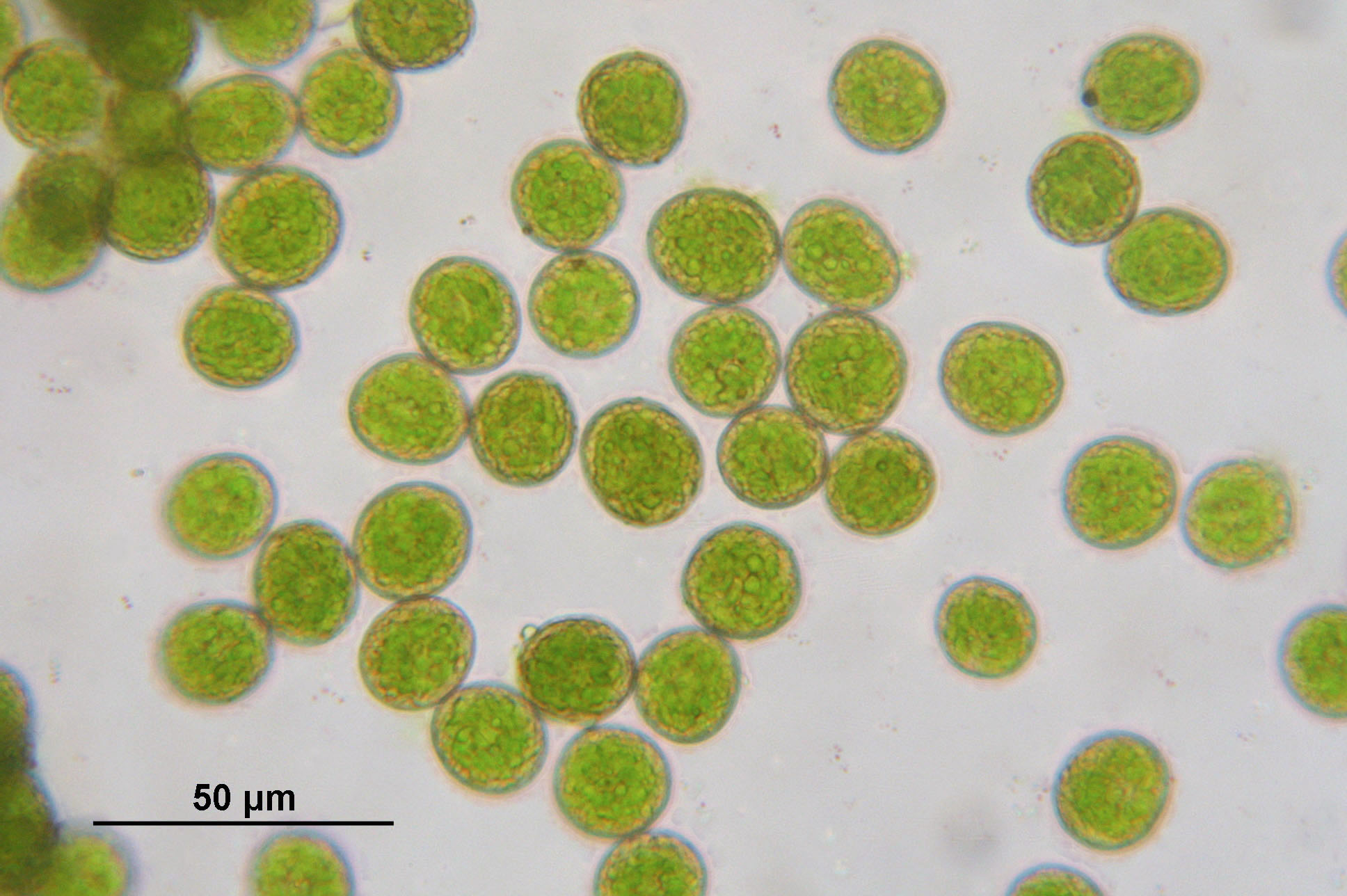
Bladcellen

... · B. albicans (bleek dikkopmos) · B. campestre (velddikkopmos) · B. glareosum (kalkdikkopmos) · B. laetum (rotsdikkopmos) · B. mildeanum (moerasdikkopmos) · B. oedipodium (ijl dikkopmos) · B. plumosum (oeverdikkopmos) · B. populeum (penseeldikkopmos) · B. reflexum (gekromd dikkopmos) · B. rivulare (beekdikkopmos) · B. rutabulum (gewoon dikkopmos) · B. salebrosum (glad dikkopmos) · B. tenuicaule (haardikkopmos) · B. velutinum (fluweelmos) · ...